# オートメーション・エニウェア
オートメーション・エニウェア（英: Automation Anywhere Inc.）は、RPAソフトウェア「Automation Anywhere」の開発を手がけている。

## 沿革
CEO Mihir Shuklaによると、オートメーション・エニウェアは当初はTethys Solutions LLCとしてAnkur Kothari、Mihir Shukla、Neeti Mehta、Rushabh Parmaniによって2003年に設立された。 2010年に現社名へ商号変更している。
2018年3月には日本法人を設立した。RPAソフトウェア「Automation Anywhere」は日本国内では製造業、金融、保険、流通などの間接部門（人事や経理）で用いられているが、海外では銀行、金融サービス、保険、医療、通信、製薬、ハイテクといった幅広い分野で用いられており、大手企業の80％が利用していると紹介されている。
2019年現在、オートメーション・エニウェアはグーグル、LinkedIn、ゼネラルモーターズ、世界保健機関など3,500社以上の顧客を抱えている。
2018年から2019年の間に、オートメーション・エニウェアは68億ドルの評価額でシリーズAとシリーズBの投資で合計8億4,000万ドルを調達した。2018年、同社はゼネラル・アトランティック、ゴールドマン・サックス、NEA、ワールド・イノベーション・ラボ、ソフトバンク・インベストメント・アドバイザーズ、ワークデイ・ベンチャーズから5億5000万ドルのシリーズA投資を発表した。 2019年後半、セールスフォース・ベンチャーズが率いるシリーズBラウンドで2億9000万ドルを調達した。
2019年9月、オートメーション・エニウェアはForbes Cloud 100で29位にランクされ、ガートナーの「マジック・クアドラント」のRPAソフトウェアのリーダーに選ばれた。
- 2003年7月 - Windows向けマクロレコーダーWorkspace Macro提供開始
- 2005年1月17日 - Automation Anywhere 2.0提供開始[14]
- 2006年1月6日 - Automation Anywhere 2.5提供開始[15]
- 2006年7月1日 - Automation Anywhere 3.0提供開始[16]
- 2007年3月7日 - Automation Anywhere 3.5提供開始[17]
- 2007年10月30日 - Automation Anywhere 4.0 Enterprise提供開始[18]
- 2008年3月25日 - Automation Anywhere Enterprise 4.5提供開始[19]
- 2009年5月5日 - Automation Anywhere Server提供開始[20]
- 2009年7月19日 - Automation Anywhere 5.5提供開始[21]
- 2009年12月9日 - 自動テストソリューションTesting Anywhereを発表[22]
- 2010年5月26日 - Automation Anywhere 6.5 Server Edition提供開始[23]
- 2011年6月22日 - SilverlightおよびJavaアプリケーションで利用可能なTesting Anywhereを発表[24]
- 2011年11月8日 - Automation Anywhere 7.0 Enterprise Edition提供開始[25]
- 2012年5月23日 - クラウドアプリケーションテストやHTML5サポートに対応したTesting Anywhere7.5を発表[26]
- 2012年6月6日 - ドキュメント作成支援機能Process inVisionを発表[27]
- 2012年9月29日 - Process inVision 2.0提供開始[28]
- 2013年9月5日 - AndroidおよびiOS向けTesting Anywhere MOBILE提供開始[29]
- 2014年9月23日 - Genpact Limitedと提携[30]
- 2014年11月18日 - Automation Anywhere Enterpriseの新製品機能Smart Adaptersを発表[31]
- 2016年5月12日 - ボットを管理する「BotFarm」を発表[32]
- 2016年10月12日 - RPA分析ソリューション「Bot Insight」を発表[33]
- 2017年5月25日 - ソフトウェアボット「IQ Bot」を発表[34]
- 2017年7月4日 - 日立ソリューションズよりAutomation Anywhereを用いたワークスタイル革新ソリューションが提供開始[35]
- 2017年7月13日 - IBMと提携しRPAソリューションを提供開始[36]
- 2017年8月23日 - KPMG LLPと提携[37]
- 2017年12月11日 - Automation Anywhere Enterprise11を提供開始[38]
- 2018年3月5日 - 日本法人設立[8]
- 2018年7月2日 - シリーズAラウンドでゴールドマン・サックス、General Atlantic、World Innovation Labから2億5,000万ドル調達[39]
- 2018年11月15日 - シリーズAラウンドでソフトバンク・ビジョン・ファンドから3億米ドルの調達[40]
- 2018年12月19日 - Automation Anywhere Enterprise11.3.1を提供開始[41]
- 2019年10月8日 - Automation Anywhere Enterprise A2019を提供開始[42]
- 2019年11月22日 - シリーズBラウンドでSalesforce Ventures、ソフトバンク・ビジョン・ファンド、ゴールドマンサックスから2億9000万ドルの調達[43]

## 製品
オートメーション・エニウェアの製品は、従来のRPAと、自然言語処理や非構造化データの読み取りなどのコグニティブ要素を組み合わせている。機械学習機能を備えたロボットも含まれる。Bot Store、IQ Bot、Bot Insight等の製品がある。